# Tour d'Irlande
Le Tour d'Irlande est une course cycliste irlandaise créée en 1953.

## Histoire de la course
Disputée entre 1953 et 1956, puis de 1965 à 1984, le Tour d'Irlande est remplacé ensuite par la Nissan International Classic jusqu'en 1992. Cette course est organisée par Alan Rushton et Pat McQuaid, futur président de l'Union cycliste internationale. Quatre des huit éditions de la Nissan Classic sont remportées par Sean Kelly, qui détient ainsi le record de victoires sur cette course.
Le Tour d'Irlande réapparaît en 2007, organisé par Alan Rushton et Darach McQuaid, frère de Pat McQuaid. Il a pour sponsors principaux l'agence gouvernementale de tourisme irlandaise Fáilte Ireland, le service public postal An Post,, auxquels se joignent le constructeur automobile BMW et Tipperary Natural Mineral Water (en). Le Tour d'Irlande fait alors partie de l'UCI Europe Tour. Trois éditions ont lieu de 2007 à 2009. En 2010, la course est annulée à cause du retrait des sponsors, dû à la crise économique que traverse le pays. 

## Palmarès

### Hommes
| Année     | Vainqueur          | Deuxième           | Troisième           |
| --------- | ------------------ | ------------------ | ------------------- |
| 1953      | Brian Haskell      | John Perks         | Andrew Walker       |
| 1954      | Bernard Pusey      | Shay Elliott       | Tony Hoar           |
| 1955      | Brian Haskell      | John Lackey (en)   | Jim Grieves         |
| 1956      | James Rae          | Bill Hodgson       | William Best        |
| 1957-1964 | Pas organisé       | Pas organisé       | Pas organisé        |
| 1965      | Brian Jolly (de)   |                    |                     |
| 1966      | Roy Hempsall       |                    |                     |
| 1967      | Nigel Dean (de)    | Reggie Kearns      |                     |
| 1968      | Peter Doyle (en)   | Doug Dailey (en)   | Dave Kane           |
| 1969      | Morris Foster (en) | Joe Smyth          | Stanisław Gazda     |
| 1970      | Paul Elliott       | Bob Crayford       | Noel Gallagher      |
| 1971      | Doug Dailey (en)   | Peter Doyle (en)   | Bruce Biddle        |
| 1972      | Liam Horner (en)   | Dave Beattie       | Joël Mattens        |
| 1973      | Doug Dailey (en)   | John Clewarth (en) | John Howard         |
| 1974      | Tony Lally (en)    | Hans Wüthrich      | Jacob Langen        |
| 1975      | Patrick McQuaid    | Archie Cunningham  | Alan McCormack (en) |
| 1976      | Patrick McQuaid    | Sergio Gerosa (de) | Ernst Nyffeler      |
| 1977      | Ángel Arroyo       | Billy Kerr (en)    | Svend Baltzer       |
| 1978      | John Shortt        | Billy Kerr (en)    |                     |
| 1979      | Ron Hayman (en)    | Phil Anderson      | Stephen Roche       |
| 1980      | Arthur Cunningham  | Norman Campbell    | Tommy Mannion       |
| 1981      | David Grindley     |                    | Billy Kerr (en)     |
| 1982      | Billy Kerr (en)    | David Gardiner     | Gary Thomson (en)   |
| 1983      | Pas organisé       | Pas organisé       | Pas organisé        |
| 1984      | Bob Downs (en)     | Hans-Henrik Ørsted | Gary Thomson (en)   |
| 1985      | Sean Kelly         | Adrie van der Poel | Teun van Vliet      |
| 1986      | Sean Kelly         | Steve Bauer        | Kim Andersen        |
| 1987      | Sean Kelly         | Stephen Roche      | Heinz Imboden       |
| 1988      | Rolf Gölz          | Malcolm Elliott    | Sean Kelly          |
| 1989      | Eric Vanderaerden  | Charly Mottet      | Thomas Wegmüller    |
| 1990      | Erik Breukink      | Johan Museeuw      | Sean Yates          |
| 1991      | Sean Kelly         | Sean Yates         | Johan Museeuw       |
| 1992      | Phil Anderson      | Raúl Alcalá        | Andreï Tchmil       |
| 1983-2006 | Pas organisé       | Pas organisé       | Pas organisé        |
| 2007      | Stijn Vandenbergh  | Marcus Ljungqvist  | Aaron Olsen         |
| 2008      | Marco Pinotti      | Russell Downing    | Julian Dean         |
| 2009      | Russell Downing    | Lars Nordhaug      | Matti Breschel      |

### Femmes
| Année | Vainqueur     | Deuxième | Troisième |
| ----- | ------------- | -------- | --------- |
| 2018  | Coralie Demay |          |           |